# داريو كونكا
داريو ليوناردو كونكا (بالإسبانية: Darío Leonardo Conca)‏ (ولد في 11 ماي 1983 في خينيرال باتشيكو، الأرجنتين) لاعب كرة قدم أرجنتيني، يلعب في موقع وسط الميدان الهجومي في صفوف غوانغزو إيفرغراند الصيني.
في 2010، فاز بالكرة الذهبية البرازيلية، عندما كان في صفوف نادي فلومينينسي، كأحسن لاعب في الدوري البرازيلي لكرة القدم.

## روابط خارجية
- داريو كونكا على موقع الاتحاد الدولي (مؤرشف)  (الإنجليزية)
- داريو كونكا على موقع قاعدة بيانات كرة القدم.إي يو (الإنجليزية)
- داريو كونكا على موقع Soccerway.com (الإنجليزية)
- داريو كونكا على موقع عالم كرة القدم.نت (الإنجليزية)